# Jean-Michel Baron
Pour les articles homonymes, voir Baron.
Jean-Michel Baron, né le 12 février 1954 à Saint-Jean-d'Angély (Charente-Maritime) et mort le 2 septembre 2010 à Cognac (Charente), est un pilote français de motocross et d'enduro.

## Biographie
Jean-Michel Baron commence sa carrière en 1970 au Moto club angérien de Saint-Jean-d'Angély, club gestionnaire du circuit du Puy de Poursay sur lequel se dispute régulièrement le Grand Prix de France des Championnats du monde de motocross. Après avoir décroché des titres de champion de Ligue junior, il change de club pour le Moto club de Cognac, où il devient vice-champion de France en 1979, puis champion de France en 1980.
Cette année-là, Jean-Michel Baron devient le premier et le seul pilote Champion de France de motocross sur une moto de marque Portal.
Accompagné par son ami Gilles Lalay, il participe à son premier Rallye Paris-Dakar sur Honda en 1985 et termine difficilement à la 20e place en remportant quatre spéciales. Durant cette épreuve, il s'était aussi déboîté une épaule et brûlé une jambe avec son pot d'échappement. L'année suivante, trois jours avant l'Accident aérien du rallye Dakar 1986 qui coûta la vie à Thierry Sabine et à Daniel Balavoine, Jean-Michel Baron est gravement blessé le 11 janvier 1986 en passant dans un trou d'une route goudronnée sur un parcours de liaison pour rejoindre Zinder au Niger lors de la 10e étape à la sortie du Ténéré. Il roulait depuis cinq jours avec le bassin fracturé. Il est retrouvé inerte, près de sa moto, dans le coma. Il est transporté et opéré en urgence dans un bloc improvisé sur l'aéroport de Zinder, les médecins le sauvent mais il ne sortira pas d'un état végétatif permanent, ne communiquant avec ses proches qu'avec les yeux,. Il reste dans cet état végétatif durant plus de vingt-quatre ans à son domicile de Fontaine-Chalendray, en Charente-Maritime, avant de mourir à l'hôpital de Cognac, le 2 septembre 2010,.
Son fils Cédric, devenu maire de la commune où Jean-Michel était agriculteur, a couru sur Portal (la machine du second de Jean-Michel l'année de son titre national) dans le cadre de manifestations dédiées aux vieilles motos.

## Palmarès
- Champion de France de Motocross 250 cm3 en 1980
- 20e du Rallye Paris-Dakar 1985